# フィアット・1100/1200

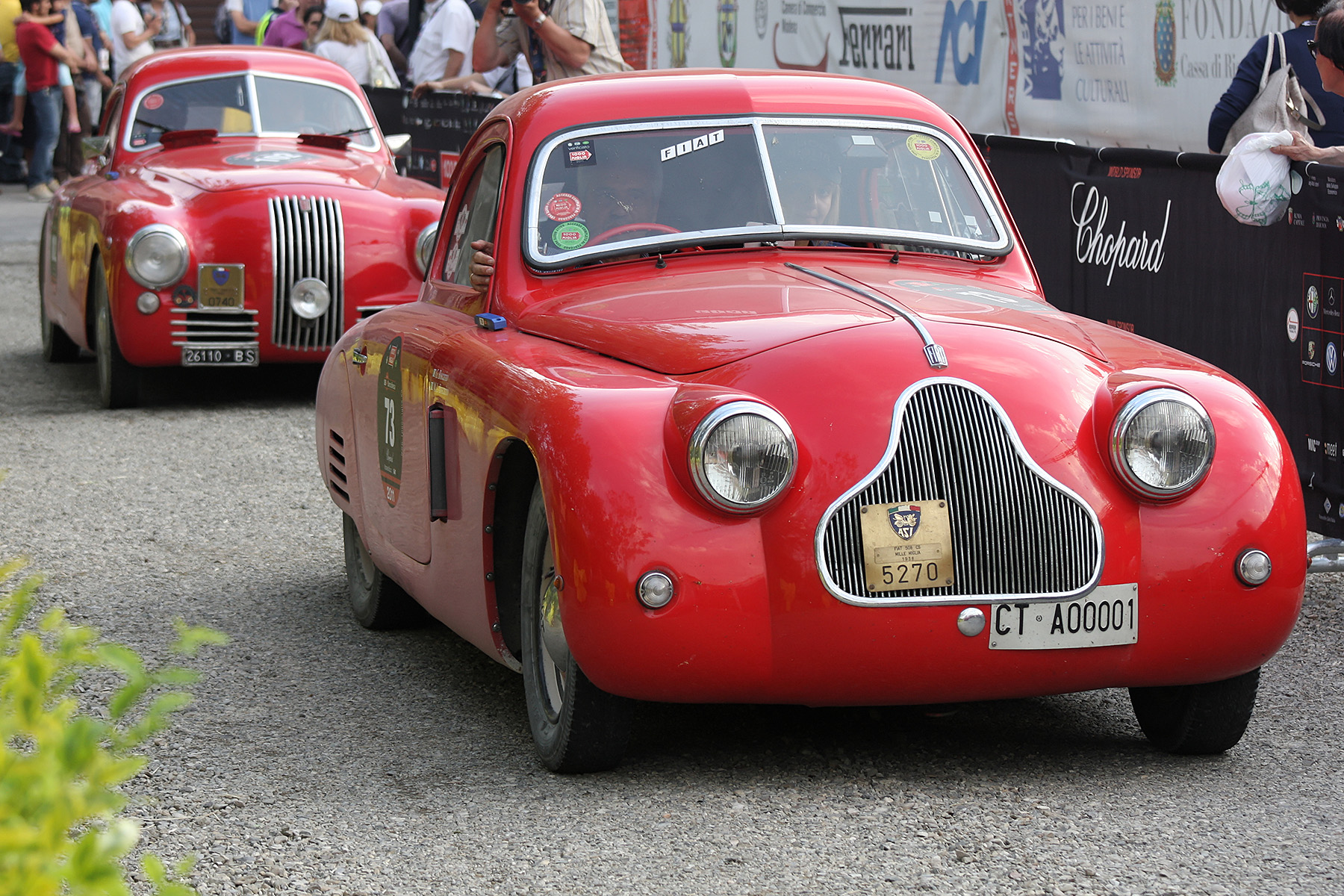
508CS MM(1938)。後方は1947年頃のマイナーチェンジ型1100S

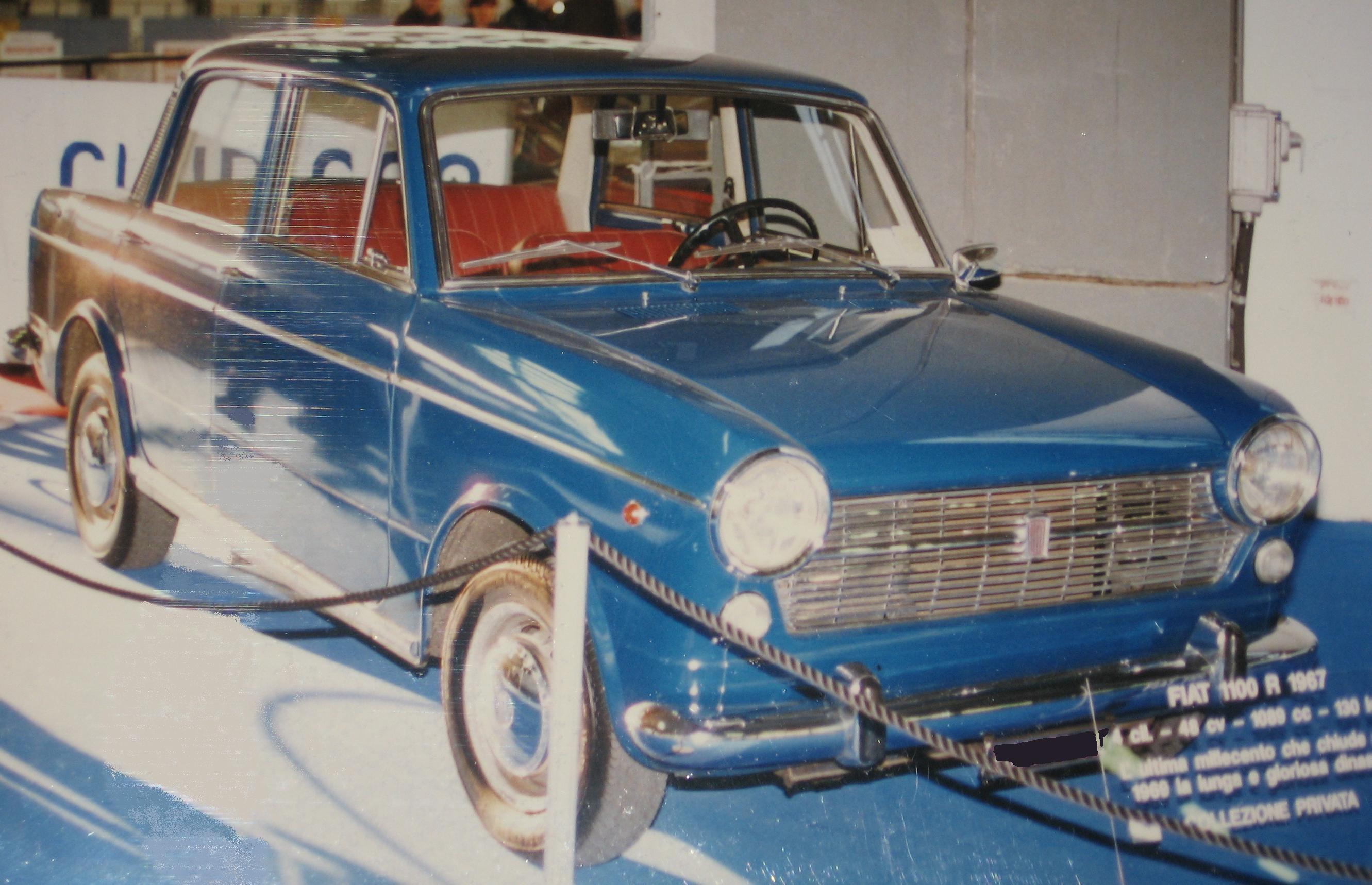
1100R

フィアット・1100/1200はイタリアの自動車メーカー・フィアットが1937年から1969年まで生産した小型乗用車のシリーズである。
「1100」と総称されることが多いが、フレームシャシを備える1937年 - 1953年製造の旧シリーズと、モノコックボディを備えた1953年 - 1969年製造の新シリーズに大別され、両シリーズに共通するのはエンジンのみである。

## 概要

### 508C「ヌオーヴァ・バリッラ[1]1100」(1937年 - 1953年)
1932年以来生産され、全鋼製ボディ・油圧ブレーキを備えた近代的大衆車で市場での成功を収めていた508「バリッラ」(正式名称は508C)の後継車として1937年に発表された。さらに小型の500「トポリーノ」と直列6気筒エンジンを持つ中型車の1500の中間車種となる。
トポリーノを拡大したような魅力的な流線形スタイルの4ドア・ピラーレスセダンのボディ、前輪独立サスペンションなどの進歩的な設計は、「トポリーノ」の開発に携わったダンテ・ジアコーサが担当した。開発段階では後輪も独立懸架にすることが検討されたが、コストの制約から実現しなかった。
1932年に設計されていた旧バリッラ系の1000ccサイドバルブ、3ベアリングクランクシャフトの直列4気筒をベースとし、そのスポーツモデル用であった、排気量を拡大しヘッドをOHVとした1089cc 32馬力のエンジンを流用し、トランスミッションは4速MTとされた。
実用的な小型4座ベルリーナとして設計されていたにもかかわらず、居住性、操縦安定性、そして最高速度110km/hの動力性能は、いずれも当時の欧州における同クラスサルーンの水準から抜きん出ており、ことに旧式な設計の大衆車が主流だった英国ではスポーツサルーン扱いされるほどの評価を得た。
更にこのシャーシとエンジンをベースに、前衛的な超流線型の2シータークローズドクーペボディを与えたレーシングモデル・508CS「ミッレミリア」（MM）が1937年から1940年までの間限定生産された。1100ccのまま42HPまで強化されたエンジンと空力特性のおかげで140km/hに到達、実際にレースフィールドでも活躍した。更にこのモデルは1100Sと名を変えフェイスリフトのうえ1947年から生産が再開されて1950年まで限定生産、最終的には51HP・150km/hに到達して、終戦後間もない復興期の欧州レース界で活躍を見せた。フィアット自社のみならず、1940年代後期以降のイタリアで勃興した中小零細のスポーツカーメーカーにも「1100」のエンジンは適度なサイズと価格、そしてチューニングポテンシャルの高さから愛用され、少量生産の小型スポーツカー多数が「1100」エンジンをチューンして搭載、高性能を競った。
本来の508Cシリーズは1939年にはフェイスリフトが行われ、フロント部分が当時の米国車、スチュードベーカー風のデザインに改められて「1100B」となったが、スタイルのバランスを欠き、魅力を大きく失った。1100Bは第二次世界大戦をはさんで生産され、1949年には後部にトランクを追加した「1100E」となった。なお、ファシスト政権の崩壊に伴い、戦後の「1100」シリーズはファシスト党に迎合した「バリッラ」の名を外している。
508Cと1100Bのロングホイールベースのシャシも作られ、タクシーや商用のライトバンに用いられた。

### 「1100/103」(1953年 - 1961年)
1953年のジュネーヴ自動車ショーでフルモデルチェンジを受けた新型が発表され、完全な戦後型に生まれ変わった。開発コードネームにより、この時期の1100は「1100/103」（またはティーポ103）と呼ばれる。508Cと同じく設計はダンテ・ジアコーサで、フルワイズのフラッシュサイドスタイルを採って小型化、合理化された車体の構造はモノコックとなり、前輪サスペンションはより一般的なダブルウィッシュポーンに改められた。
バリエーションは当初は廉価版の「Economica」、通常型の「Normale」の4ドアベルリーナと横ヒンジ式のテールゲートを持つ5ドアファミリアーレだったが、間もなく圧縮比を高め、キャブレターをツインチョーク式ウェバーに換えて50PSを発揮する高性能版のTV（Tourismo Veloce）が追加された。1100TVの外観はフロント中央のドライビングランプが特徴であった。
1956年以降、1962年に1100Dに交代するまで、フロントグリルの変更やサイドモールの追加などで徐々に厚化粧になっていたが、特徴的な前開きドア（Suicide door）は変わらなかった。
また、1955年には2ドアコンバーチブルの「1100TV/103Eトラスフォルマービレ」（Trasformabile）が登場した。当時のアメリカ車のオープンカーの影響を多分に受けたデザインで、ベルリーナ同様のコラムシフトであった。

### 1200グラン・ルーチェ (1957年 - 1961年)
1957年11月のトリノ自動車ショーに、1100の上級モデルとして「1200グラン・ルーチェ」が登場した。 これは1100-103TVの後継車として登場した車種で、エンジン排気量は1221ccに拡大され出力も55psとなった。外観上の特徴は通常の後開きとなったドアと広いリアウィンドーである。
1959年にはオープンモデルは全く新しいピニンファリーナ製ボディを持つ1200カブリオレとなり、1221ccエンジンを与えられて継続生産されていたトラスフォルマービレに交代した。カブリオレにはその後DOHCエンジン搭載の1500が追加、同時にシャシーも上級の1300/1500用に切り替えられ、1100/1200シリーズとは別の道を歩むこととなる。
1200グランルーチェは約40万台を生産して1961年9月に生産中止となり、1300ベルリーナがその後を継いだ。 

### 1100D (1962年 - 1966年)
上級版の1200を1300ベルリーナに引き継いだ翌年、ボディデザインを若返らせて、ようやく前ヒンジのドアを装着した「1100D」が登場した。1200グランルーチェのデザインをよりシンプルにした1100Dへのマイナーチェンジは成功で、1960年代前半の小型車の代表格として売れ行きは引き続き好調であった。
1100Dはインドでも1964年からライセンス生産が開始され、プレミア・パドミニとして2000年まで生産され続けた。

### 1100R (1966年 - 1969年)
最終型の「1100R」は1966年に発表された。車体はボディ前後が延長されて角張り、同年に登場した上級型の124に似たモダナイズされたデザインとなり、テールフィンは廃されて850と同じ丸く赤いテールランプとなった。また、124と競合しないよう、1100Dで選択できた1221ccエンジンは落とされ、1089cc48馬力のみが用意された。
初代「バリッラ」用に改良を重ねた1937年以来のエンジンや、1953年以来のフレーム形式も在来型の踏襲であり、さすがに旧態化は歴然としていたが、それでも1100Rはシリーズで初めてフロアシフトとなり、プロペラシャフトも3分割化され、前輪にはディスクブレーキも装着された。
1100Rは1969年、新しい前輪駆動車、フィアット・128と世代交代し、32年間に及んだ1100シリーズの生産に終止符が打たれた。